# メトロプロムナード

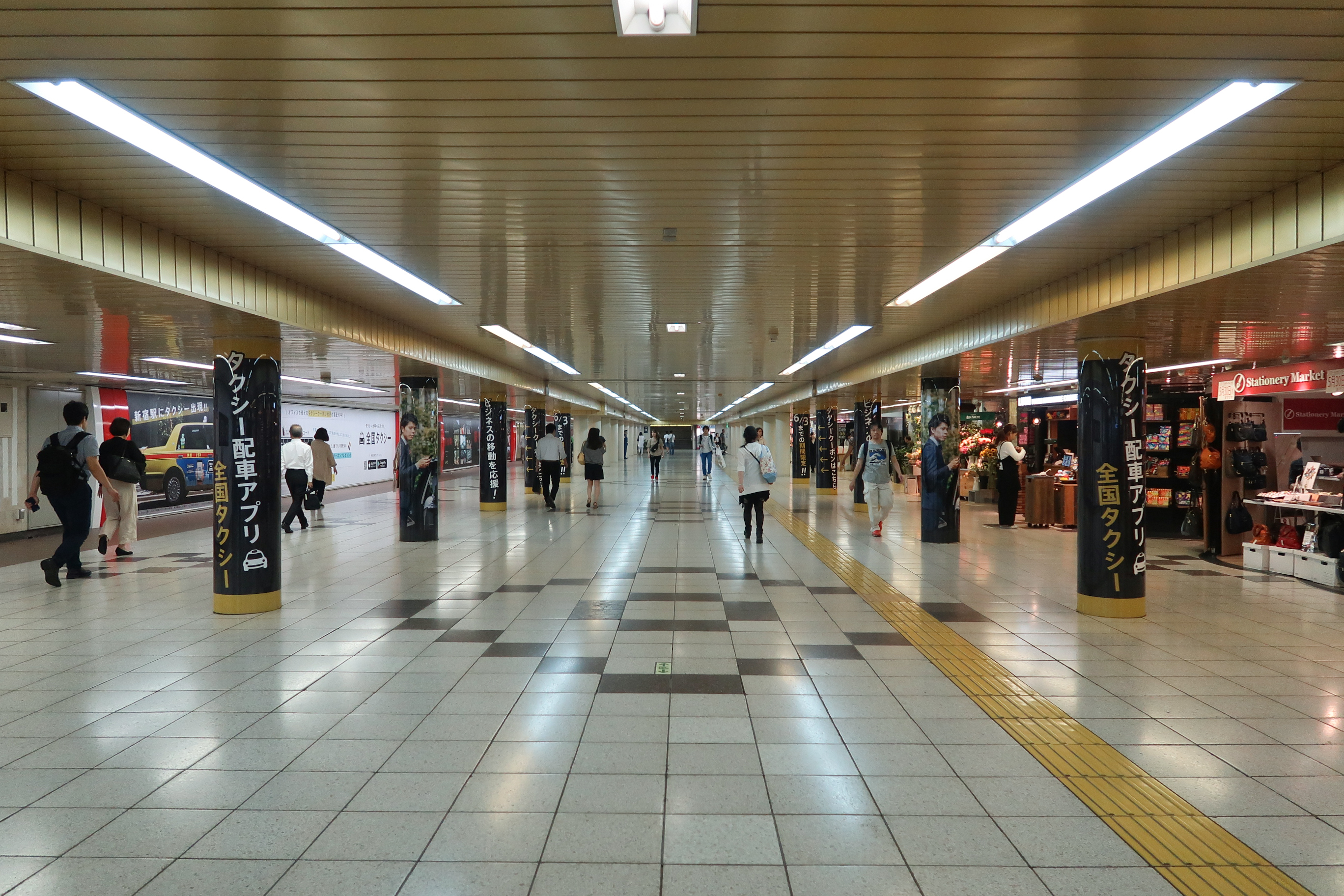
メトロプロムナード

メトロプロムナード (Metro Promenade) は、東京地下鉄（東京メトロ）丸ノ内線新宿駅と新宿三丁目駅の間にある歩行者専用の地下連絡通路。角筈ガード、新宿駅東西自由通路、南口の甲州街道（国道20号）とともに、新宿駅によって大きく分断された東口と西口を結ぶ通路のうちの1つである。 
1959年3月14日開通。名称は開業時から変わらず「メトロプロムナード」である。
2004年4月27日には、新宿駅部分に「地下鉄の駅を便利に楽しく変える」というコンセプトの「EKIBEN」プロジェクトにより、メトロプロパティーズによる地下直営店舗「メトロピア」11店（LUSH、ミニプラ、H.I.Sなど）が開店した。

## 出入口
- A1 三菱丸江ビル、三菱UFJ銀行
- A2 丸井・喜多ビル（新宿マルイ本館）
- A4 丸井・喜多ビル（新宿マルイ本館）
- A5 ビックロ
- A6 中村屋
- A7 新宿高野
- A8 ルミネエスト新宿、JR新宿駅中央東口
- A9 ルミネエスト新宿、JR新宿駅中央東口
- A12 JR新宿駅西口
- A15 小田急百貨店
- A16 東京都庁
- A18 新宿エルタワー
- （B1 都営新宿線への階段）
- B2 京王フレンテ新宿3丁目ビル、映画街、新宿三丁目交差点
- B3 伊勢丹新宿店・新宿文化センター
- B4 伊勢丹新宿店
- B5 三井住友銀行（伊勢丹内）、伊勢丹新宿店
- B6 T&TⅢビル
- B7 紀伊國屋ビル、新宿区役所
- B8 ヒューリックアンニュー新宿
- B9 丸井新宿東口ビル（旧丸井新宿店ヤング館→マルイカレン新宿）
- B10 サブナード、西武新宿駅
- B11 ヒューリック新宿ビル
- B12a 新宿エムスクエア
- B12b 靖国通り
- B15 新宿パレット
- B16 小田急ハルク
- C1 京王新宿三丁目ビル
- C2 京王フレンテ新宿3丁目ビル、新宿区役所
- C3 東新宿ビル、みずほ銀行
- C4 京王新宿三丁目第二ビル
- C5 新宿御苑、要通り
- C6 新宿区役所、花園神社
- C7 パークシティ伊勢丹
- C8 ビッグス新宿ビル、八洲学園高等学校